# جامعه اسلامی آمریکای شمالی
جامعه اسلامی آمریکای شمالی (ISNA) بزرگترین سازمان مسلمانان در آمریکای شمالی محسوب می‌شود.

## اهداف
این مرکز در راستای تحقق اهداف زیر تأسیس شده‌است:
1. ترویج راه و رسم صحیح زندگی در تحت تعالیم قرآن و سنت؛
2. تشویق مسلمانان کانادایی به حضور فعال در جامعه؛
3. ارائه خدمات به مسلمانان و جامعه اسلامی؛
4. ایجاد شخصیت و هویت اسلامی در مسلمانان؛
5. تلاش برای تحقق ویژگی‌های پیامبر اسلام در جامعه کنونی و ترویج روحیه برادری میان مسلمانان؛
6. تأسیس مراکز و جوامع اسلامی در سطح محلی و کمک به آنها در زمینه‌های مذهبی، آموزشی، اجتماعی و اقتصادی؛
7. حمایت از منافع مسلمانان در آمریکای شمالی.